# Gmina Janowiec Wielkopolski
Gmina Janowiec Wielkopolski là một gmina thành thị-nông thôn (quận hành chính) ở hạt Żnin, Kuyavian-Pomeranian Voivodeship, ở miền bắc miền trung Ba Lan. Khu vực hành chính của nó là thị trấn Janowiec Wielkopolski, nằm khoảng 18 kilômét (11 mi) về phía tây nam của Żnin và 53 km (33 mi) về phía tây nam của Bydgoszcz.
Gmina có diện tích 130,74 kilômét vuông (50,5 dặm vuông Anh), và tính đến năm 2006, tổng dân số của nó là 9.314 người (trong đó dân số của Janowiec Wielkopolski lên tới 4.114, và dân số của vùng nông thôn của gmina là 5.200).

## Làng
Ngoài thị trấn Janowiec Wielkopolski, Gmina janowiec wielkopolski bao gồm các làng và các khu định cư chẳng hạn như Bielawy, Brudzyń, Brudzyń-Leśniczówka, Chrzanowo, Dębiec, Dziekszyn, Flantrowo, Gącz, Janowiec-Wies, Juncewo, Kołdrąb, Łapaj, Laskowo, Miniszewo, Obiecanowo, Ośno, Posługowo, Puzdrowiec, sarbinowo Drugie, Świątkowo, Tonowo, Wełna, Włoszanowo, Wybranowo, Żerniki, Zrazim và Żużoły.

## Gminas lân cận
Gmina Janowiec Wielkopolski giáp với các gmina khác như Damasławek, Mieleszyn, Mieścisko, Rogowo và Znin.